# 양홍석 (농구 선수)
양홍석(梁洪碩, 1997년 7월 2일~)은 대한민국의 농구 선수로 포지션은 파워 포워드이다. 현재 한국프로농구(KBL)의 팀인 창원 LG 세이커스 소속으로 활동하고 있다.

## 아마추어 시절
부산중앙고등학교시절 팀의 주축으로 활약하였다. 특히 3학년 시절에는 팀의 3관왕을 이끌며 고교랭킹 1위로 떠올랐다. 이후 큰 기대를 받으며 중앙대학교에 진학하였다. 슈퍼루키답게 대학 입학 첫 해부터 팀의 주축 선수로 활약하였다. 하지만 1학년을 마치기도 전에 성인 국가대표팀을 갖다온 뒤 '큰 무대에서 부딪치면서 배우고 싶다'면서 휴학 절차를 밟은 뒤, 신인드래프트에 참가했다. 허훈과 유력 1순위 선수로 떠올랐다.

## 부산 kt 소닉붐시절
2017-2018 신인드래프트에서 1라운드 2순위, 전체 2순위로 부산 kt 소닉붐에 지명되었다.
이후에는 아직 대학교 1학년생이고 다듬을 부분이 많아서 출장시간이 많지 않았다.
그러나 주축 선수들이 부상을 입으면서 점차 경기에 많은 시간을 투입되었고, 경기에서 쏠쏠한 활약을 해주면서 허훈, 안영준과 함께 신인왕 경쟁 후보로 떠올랐다.
2017년 12월 21일 전주 KCC 이지스와 경기에서 21득점을 하면서 역대 최연소 20득점 이상을 기록하였다.
2018년 1월 18일 10경기 기준으로 평균 11득점 5리바운드를 해 주면서 신인왕 후보 가운데 기록이 가장 앞서있으면서, 경기 출장 시간도 두 배 이상 대폭 늘어나면서 잠재력을 터트리고 있다.
2018년 자카르타 팔렘팡 아시안게임에 안영준, 김낙현, 박인태와 함께 3*3 농구에 참가하였다. 은메달을 획득하였다.

## 출신 학교
- 전주송천초등학교
- 금명중학교
- 부산중앙고등학교
- 중앙대학교 휴학